# Zwitserland op het Eurovisiesongfestival 2018
Zwitserland nam deel aan het Eurovisiesongfestival 2018 in Lissabon, Portugal. Het was de 60ste deelname van het land op het Eurovisiesongfestival. Het duo Zibbz strandde in Portugal in de halve finale met het lied Stones.

## Selectieprocedure
SRG SSR was verantwoordelijk voor de Zwitserse bijdrage voor de editie van 2018. Op 13 juli 2017 maakte de Zwitserse omroep bekend dat het land zou deelnemen aan de komende editie van het songfestival, Daar de Zwitsers de afgelopen jaren weinig succesvol op het songfestival waren werden er wijzigen in de selectie aangebracht. Daarvoor werd de hulp ingeschakeld van de Zweden.
Net als bij de Zweedse preselectie ,Melodifestivalen, werd dit jaar de nadruk in eerste instantie gelegd op de nummers. De artiesten die de nummers in eerste instantie zingen konden door de omroep worden vervangen. 
Artiesten en componisten konden van 1 tot en met 22 september 2017 online hun inzending insturen. Een jury van ongeveer twintig personen bestaande uit afgevaardigden uit de muziek- en mediawereld, songfestivalfans en tv-kijkers kozen uiteindelijk de finalisten. Het aantal finalisten zal afhangen van de kwaliteit van de inzendingen. De omroep kan daarnaast nog wildcards uitdelen. 
Op 9 januari kwam de omroep naar buiten met de short-list; 6 kandidaten zouden gaan deelnemen aan de nationale finale die werd gehouden op 4 februari in Zürich.
Via televoting en een internationale jury met ieder 50% invloed werd de winnaar gekozen. Het duo ZiBBZ, bestaande uit broer en zus Stee  en Corinne Gfeller, ging uiteindelijk met de zegepalm aan de haal. 

### Uitslag
| artiest         | lied               | televoting | jury | totaal | eindplaats |
| --------------- | ------------------ | ---------- | ---- | ------ | ---------- |
| Zibbz           | "Stones"           | 77         | 76   | 153    | winnaar    |
| Alejandro Reyes | "Compass"          | 72         | 48   | 120    | 2          |
| Vanessa Iraci   | "Redlights"        | 42         | 25   | 67     | 3          |
| Chiara Dubey    | "Secrets and lies" | 22         | 44   | 66     | 4          |
| Angie Ott       | "A Thousand Times" | 26         | 39   | 65     | 5          |
| Naeman          | "Kiss me"          | 14         | 19   | 33     | 6          |

## In Lissabon
Zwitserland trad aan in de tweede helft van de eerste halve finale, op dinsdag 8 mei 2018. Zibbz waren als zeventiende van negentien artiesten aan de beurt. 
Bij de jury haalde het land een 10e plaats, bij de televoting deed het land het een stuk minder goed en werd de 15de plaats behaald. Gecombineerd haalde Zwitserland een 13e plaats in de eindrangschikking, wat niet genoeg was voor een finale plaats. Het hoogste puntenaantal kreeg de inzending vanuit België en Israël beide landen hadden 8 punten veil voor "Stones". 
1956 · 1957 · 1958 · 1959 · 1960 · 1961 · 1962 · 1963 · 1964 · 1965 · 1966 · 1967 · 1968 · 1969 · 1970 · 1971 · 1972 · 1973 · 1974 · 1975 · 1976 · 1977 · 1978 · 1979 · 1980 · 1981 · 1982 · 1983 · 1984 · 1985 · 1986 · 1987 · 1988 · 1989 · 1990 · 1991 · 1992 · 1993 · 1994 · 1995 · 1996 · 1997 · 1998 · 1999 · 2000 · 2001 · 2002 · 2003 · 2004 · 2005 · 2006 · 2007 · 2008 · 2009 · 2010 · 2011 · 2012 · 2013 · 2014 · 2015 · 2016 · 2017 · 2018 · 2019 · 2020 · 2021 · 2022 · 2023 · 2024 · 2025
Albanië · Armenië · Australië · Azerbeidzjan · België · Bulgarije · Cyprus · Denemarken · Duitsland · Estland · Finland · Frankrijk · Georgië · Griekenland · Hongarije · Ierland · IJsland · Israël · Italië · Kroatië · Letland · Litouwen · Macedonië · Malta · Moldavië · Montenegro · Nederland · Noorwegen · Oekraïne · Oostenrijk · Polen · Portugal · Roemenië · Rusland · San Marino · Servië · Slovenië · Spanje · Tsjechië · Verenigd Koninkrijk · Wit-Rusland · Zweden · Zwitserland